# 235년

## 연호
- 위(魏) 청룡(靑龍) 3년
- 촉(蜀) 건흥(建興) 13년
- 오(吳) 가화(嘉禾) 4년

## 기년
- 위(魏) 명제(明帝) 9년
- 촉(蜀) 후주(後主) 13년
- 오(吳) 대제(大帝) 14년
- 신라(新羅) 조분 이사금(助賁泥師今) 6년
- 고구려(高句麗) 동천왕(東川王) 9년
- 백제(百濟) 고이왕(古爾王) 2년

## 사건
- 음력 1월, 신라의 조분 이사금, 동쪽으로 순행(巡行)하여 위무하고 구휼하였다.

## 사망
- 로마 제국 24대 황제 세베루스 알렉산더
- 선비족의 왕 가비능

## 참고 문헌
- 김부식 (1145). 〈권02 조분 이사금 條〉. 《삼국사기》.